# 口吉川町吉祥寺
口吉川町吉祥寺（くちよかわまちきちじょうじ）は、兵庫県三木市の大字。旧・美嚢郡口吉川村大字吉祥寺。郵便番号は673-0752 。

## 地理
口吉川地区の北東側に位置しており、口吉川町大島と口吉川町槇の間に挟まれている。

## 歴史

### 地名の由来
この地内に置かれた仏教寺院・吉祥寺から名付けられた。

### 沿革
- 1954年6月1日 - 三木市編入に伴い、美嚢郡口吉川村大字吉祥寺から三木市口吉川町吉祥寺になる。

### 字域の変遷
| 実施前                   | 実施年       | 実施後               |
| ------------------------ | ------------ | -------------------- |
| 美嚢郡口吉川村大字吉祥寺 | 1954年6月1日 | 三木市口吉川町吉祥寺 |

## 世帯数と人口
2022年（令和4年）2月28日現在の世帯数と人口は以下の通りである。
| 町丁           | 世帯数 | 人口 |
| -------------- | ------ | ---- |
| 口吉川町吉祥寺 | 8世帯  | 14人 |

## 小・中学校の学区
市立小・中学校に通う場合、学区は以下の通りとなる。
| 番地 | 小学校               | 中学校             |
| ---- | -------------------- | ------------------ |
| 全域 | 三木市立口吉川小学校 | 三木市立星陽中学校 |

## 交通
地内に公共交通機関は通っていない。

## 施設
- 吉祥寺[4]